# Opel Ascona
Opel Ascona – samochód produkowany w latach 1970–1988, w różnych wersjach, przez firmę Opel. Pojazd ten brał udział w latach osiemdziesiątych w licznych rajdach samochodowych, odnosząc wiele sukcesów. W 1982 Walter Röhrl zdobył Mistrzostwo Świata samochodem Opel Ascona B 400. Na rynku ukazały się trzy generacje tego modelu. Występowała jako dwu- i czterodrzwiowa limuzyna oraz trzydrzwiowe kombi, a w trzeciej generacji także jako kabriolet.
W 1979 powstał wariant: Ascona 400, przeznaczony do udziału w rajdach samochodowych. Poddany tuningowi pojazd spełniał pokładane w nim nadzieje, odnosząc wiele sportowych sukcesów. Ascona miała jeszcze wiele innych sportowych wcieleń, w tym wersję GT i wersję Sprint produkowaną w firmie tuningowej Irmscher. W 1988 Ascona została zastąpiona przez Vectrę.

## Opel Ascona A
Źródło

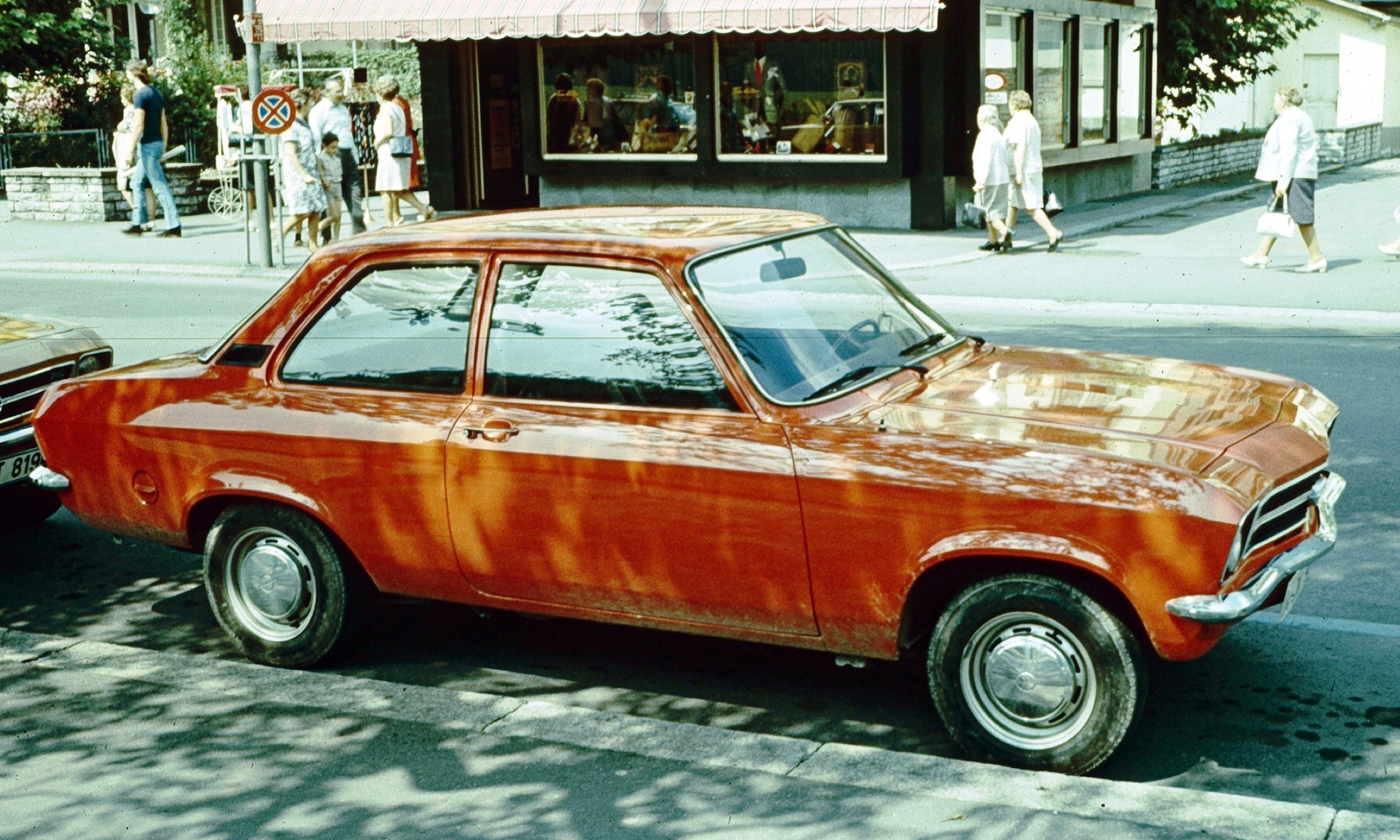
Opel Ascona (1970–1973)

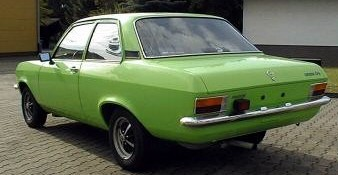
tył wersji sedan

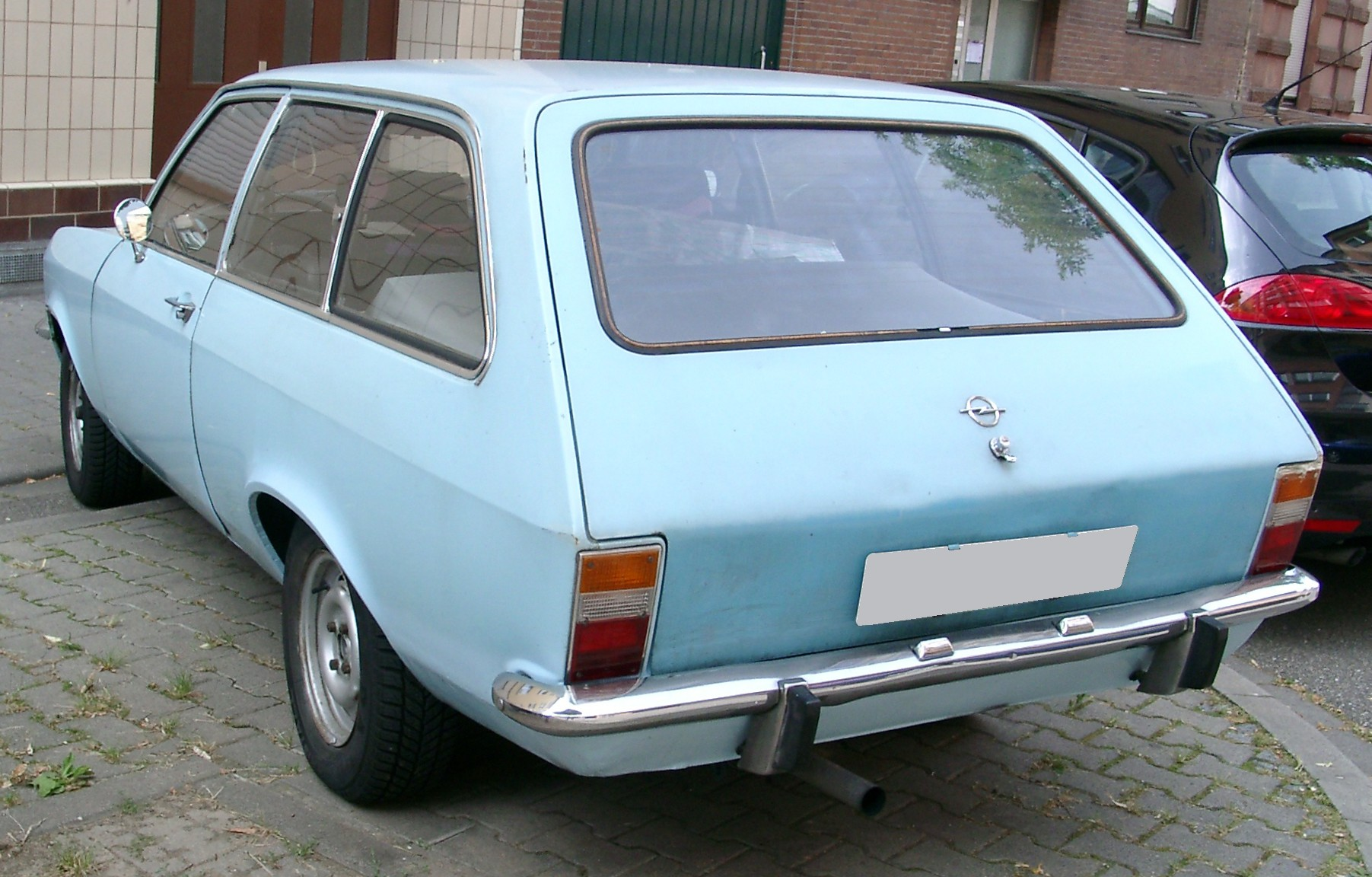
Opel Ascona Caravan (1973–1975)

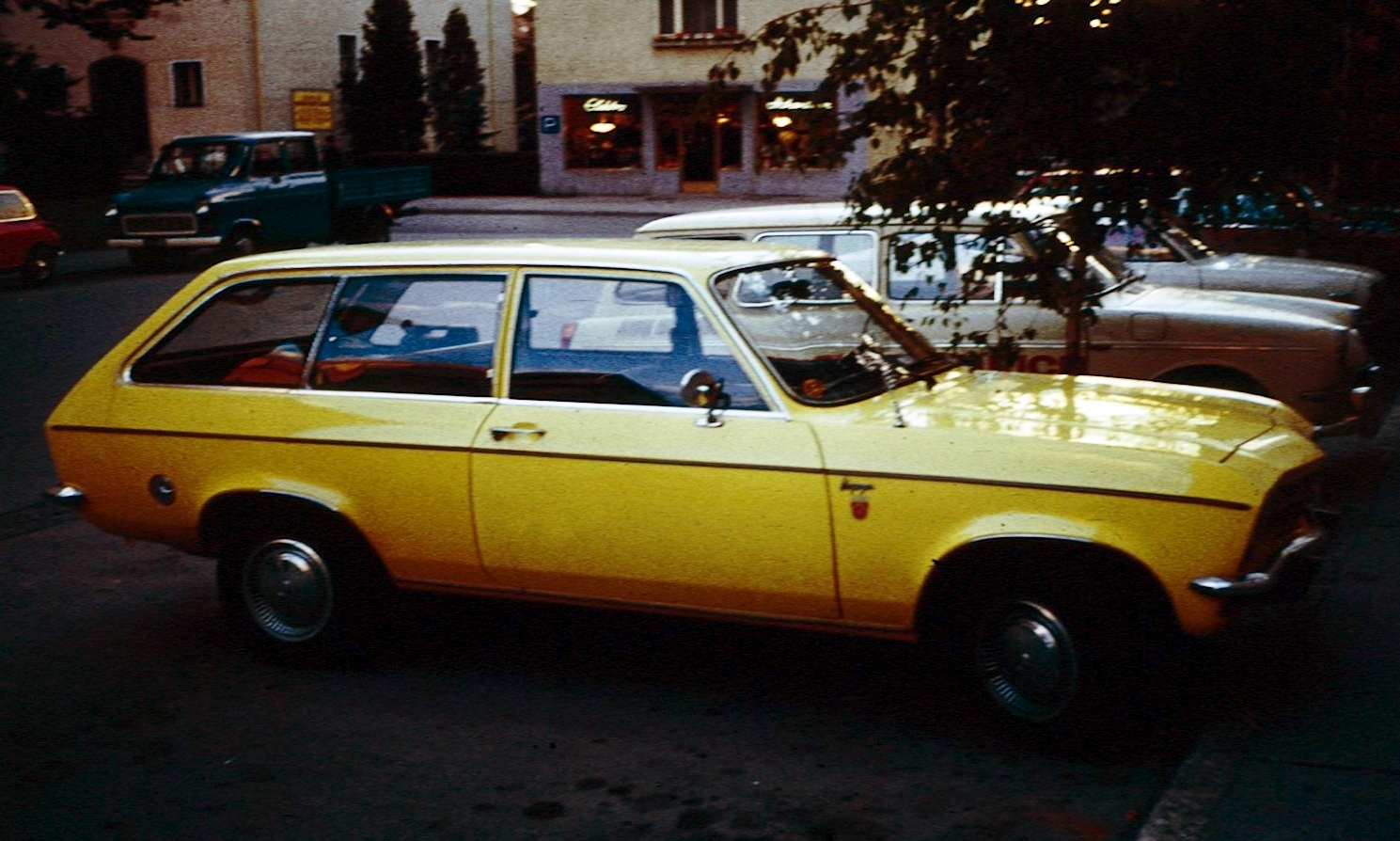
Opel Ascona A Caravan (estate)

We wrześniu i październiku 1970 roku Opel przedstawił swoją całkowicie nową gamę pojazdów w Rüsselsheim am Main (kod wewnętrzny projektu 1,450) – były to dwa modele: Opel Ascona i oparte na nim coupe Opel Manta. Projektantem nadwozia był Erhard Schnell.
Opel Ascona był zaprojektowany jako sedan w dwóch wersjach – cztero- i dwudrzwiowej, oraz jako kombi – Caravan lub Voyage. Pierwsza generacja była produkowana tylko w jednej fabryce w Bochum w Niemczech.
W USA ten model był sprzedawany pod nazwą „Opel 1900”. Od roku 1976 do 1979, wszystkie Ople w salonach amerykańskich były sprzedawane pod marką Isuzu. 
Pierwsza generacja była produkowana do 1975 roku. W tym czasie wyprodukowano 691 438 samochodów. 
Opel Ascona 1.9 SR brał udział w sportach motorowych. Walter Röhrl za kierownicą Ascony w 1974 r. zdobył tytuł rajdowego mistrza Europy. 
Tuner Steinmetz opracował wersję Ascona SR, z gaźnikiem Solex, o podniesionej mocy do 125 KM (92 kW).
Silniki
- 1.2 S – poj. 1196 cm³, 60 KM    (44 kW)
- 1.6 N – poj. 1584 cm³, 60–68 KM (44–50 kW)
- 1.6 S – poj  1584 cm³, 75–80 KM (55–59 kW)
- 1.9 S – poj. 1897 cm³, 88–90 KM (65–66 kW)

## Opel Ascona B
Źródło
Druga generacja Opla Ascony ujrzała światło dzienne w 1975 na Frankfurt Motor Show. Auto oferowano wyłącznie jako 2- lub 4-drzwiowego sedana. W przypadku porównywania pierwszej i drugiej generacji Opla Ascony, widać było znaczne zmiany w stylistyce nadwozia. Wykorzystywano te same silniki co w przypadku pierwszej generacji auta. Druga generacja była produkowana w dwóch fabrykach: w Bochum (Niemcy) oraz Antwerpia (Belgia).
W Wielkiej Brytanii Vauxhall rozpoczął sprzedaż Opla Ascony pod nazwą Vauxhall Cavalier – Mark I, pojazdy dla marki Vauxhall były produkowane w Antwerpii. W Ameryce Południowej model był sprzedawany pod marką Chevrolet Ascona. 
Co ciekawe, w RPA Vauxhall sprzedawał ten model pod marką Chevrolet Chevair, chociaż na tym samym rynku był dostępny Chevrolet Ascona, w RPA był dostępny ten sam model pod różnymi nazwami, ale pod jedną marką Chevrolet. Ascona drugiej generacji była też pierwszym Oplem klasy średniej, wyposażonym w silnik wysokoprężny. Była to jednostka o pojemności dwóch litrów i generowała moc 58 KM.

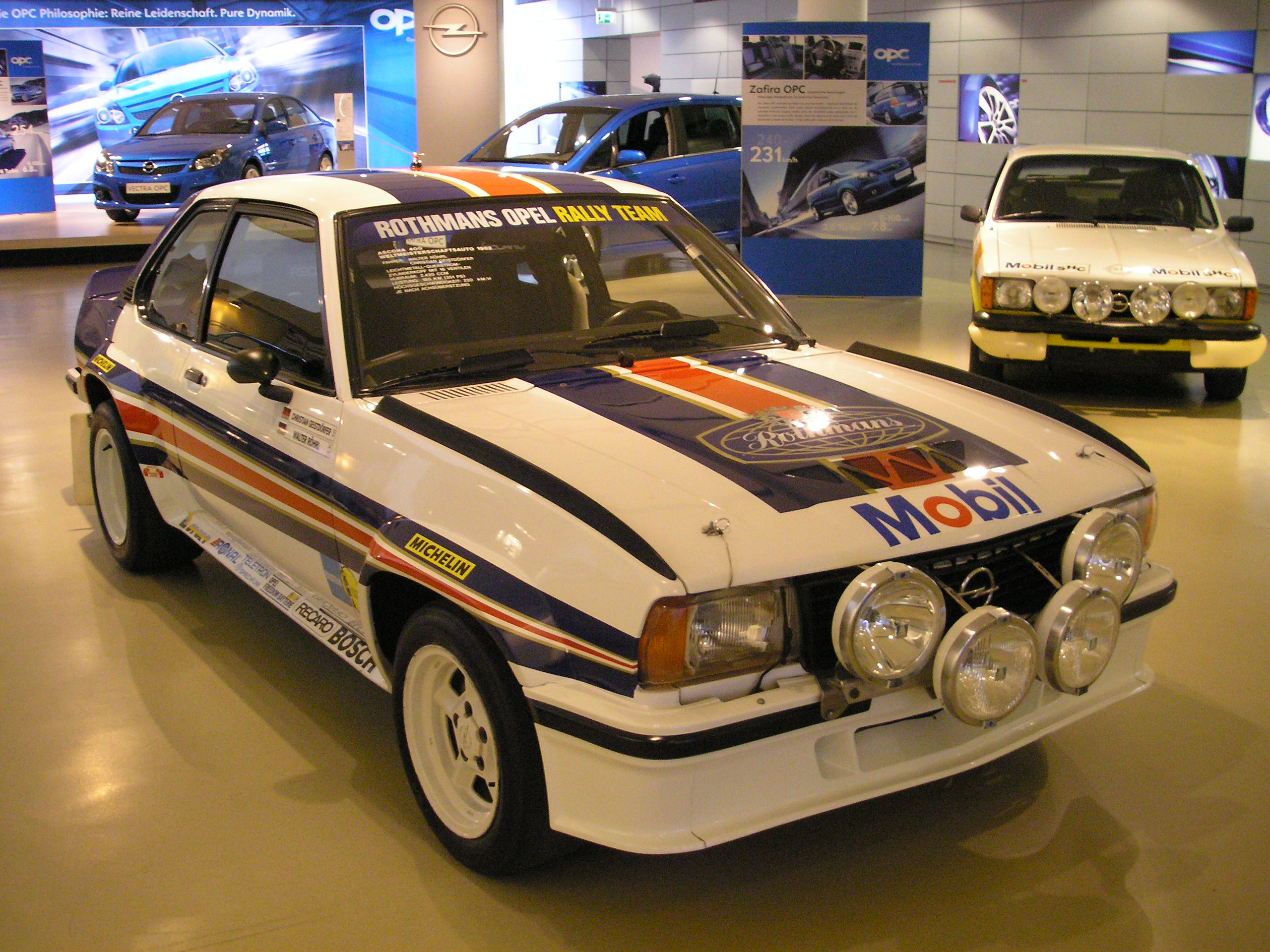
Opel Ascona 400

Opel Ascona B odnosił sukcesy w rajdach. 1 października 1979 roku została homologowana Ascona 400 wyposażona w 2,4 litrowy silnik dostarczający mocy ponad 200 KM. Ascona 400 została zaprojektowana przy udziale firm Irmscher i Cosworth. Wyprodukowano tylko 400 sztuk tego modelu.
Kolejną modernizacją było zainstalowanie wtrysku paliwa Bosch Manta GSi i GT / Seria E, co podniosło moc Ascony 400 do 230 KM. 
Na tym modelu Walter Röhrl (kierowca) i Christian Geistdörfer (pilot) wywalczyli tytuł Rajdowego Mistrza Świata WRC w 1982 r. (na modelu Ascona 400 jeździł już od 1980 roku). W tym samym roku na tym samym modelu odniósł zwycięstwo w Rajdzie Wybrzeża Kości Słoniowej.
W roku 1982 Ascona 400, którą prowadził Walter Röhrl zajęła I miejsce w Rajdzie Monte Carlo, a w 1983 roku Ari Vatanen za kierownicą Ascony 400 wygrał Rajd Safari w zespole Rothmans International.
Do 1984 roku udało się podnieść moc do 340 KM bez użycia doładowania. Jednak w tym samym roku Audi Quattro wprowadziło zmiany, które spowodowały, że osiągi Ascony 400 okazały się niewystarczające i Walter Röhrl zmienił Asconę 400 w 1983 na samochód Lancia Rally 037, a w 1984 właśnie na Audi Quattro A2. 
W 2009 roku Opel w ramach promocji modelu Opel Insignia (odległego następcy Ascony) zorganizował pokazowe wyścigi Ascona 400 kontra Insignia 4×4.

## Opel Ascona C
Źródło
Model Ascona C został wprowadzony we wrześniu 1981 roku. W tej generacji zastosowano już napęd na przednią oś, w porównaniu do Ascony A i B, które miały jeszcze napęd tylny.
Był sprzedawany także pod markami: Vauxhall Cavalier Mark II, Chevrolet Monza, Holden Camira, Isuzu Aska – na rynek japoński oraz Isuzu Florian Aska i Isuzu JJ – na rynek Azji południowo-wschodniej. W plebiscycie na Europejski Samochód Roku 1982 model zajął 2. pozycję (za Renault 9).
Ascona C początkowo była dostępna w trzech wersjach nadwoziowych (dwu- i czterodrzwiowy sedan), oraz pięciodrzwiowy hatchback, a dodatkowo, w Wielkiej Brytanii produkowany była wersja kombi Vauxhall Cavalier Estate.
Początkowo w Asconie montowane były cztery silniki: 1.3 N (60 KM), 1.3 S (75 KM), 1.6 N (75 KM) i 1.6 S (90 KM), które współpracowały z czterobiegową skrzynią manualną, lub trzybiegową automatyczną (z wyj. silników 1.3 N).
W roku 1982 zaczęto montować pięciostopniową skrzynię biegów, w ofercie pojawił się także silnik Diesla (1.6 – 54 KM), oraz 115 konny silnik 1.8i z wtryskiem LE Jetronic firmy Bosch. 
W roku 1983 wprowadzono niewielkie zmiany konstrukcyjne oraz zaprezentowano wersję cabrio, a także usportowioną wersję „SR” z silnikiem 1.8i (115 KM).
W 1984 roku zmieniono nazewnictwo modeli: „LS” (dawna wersja BASIC), „GL” (dawna LUXURY (LUXUS)), „GLS” (dawna BERLINA), „GT” (wcześniej SR). Najlepiej wyposażona wersja oznaczona była jako „CD”. Lekko zmodyfikowano deskę rozdzielczą – zmieniono półkę tunelu środkowego, wprowadzono nową regulację lusterek od wewnątrz (również elektryczną), poprawiono także układ wydechowy.
W roku 1985 wprowadzono katalizatory spalin do wszystkich wersji. Był to pierwszy niemiecki samochód wyposażony w katalizator.
W roku 1986 przeprowadzono lekki face lifting: pojawiła się nowa atrapa chłodnicy, zastosowano przeźroczyste klosze kierunkowskazów, zmieniono również tylne lampy i zderzaki. Spojlery zaczęto malować w kolorze nadwozia.
W 1987 roku wprowadzono silnik 1.6i o mocy 75 KM z systemem wtryskowym Multec. Rozpoczęto także montowanie silnika 2.0i w dwóch odmianach: pierwsza z nich osiągała moc 115 KM, druga wersja, bez katalizatora, osiągała moc 129 KM. Był to najmocniejszy seryjny silnik montowany w Asconie C. Oba silniki 2.0i miały jeden wałek rozrządu w głowicy (OHC) i wyposażone były w system wtryskowy Motronic firmy Bosch.

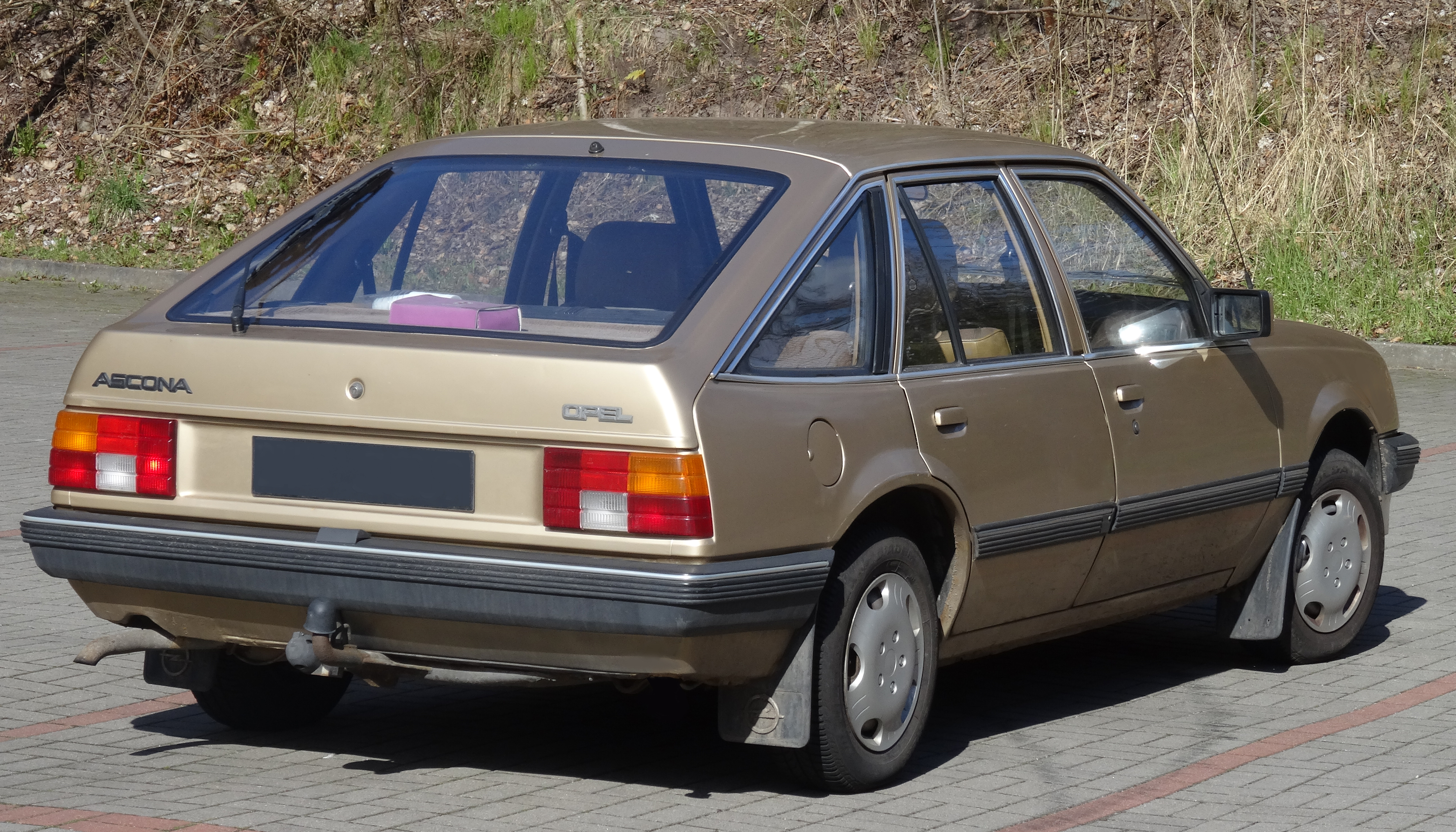
Opel Ascona C liftback

W sierpniu 1988 roku zakończono produkcję Ascony C. Zastąpił ją nowy model – Vectra. 
Wyjątkiem jest firma Vauxhall, dla której Vectra A, była kolejną generacją Opla Ascona, stąd w latach 1988–1995 Vauxhall produkował model: Cavalier Mark III (na kontynencie model nosił nazwę Vectra. Ponadto zarząd firmy obawiał się, że nazwa „Vauxhall Vectra” może kojarzyć się z modelem „Vauxhall Victor”, który miał złą opinię w Wielkiej Brytanii.
Firma Isuzu model Aska drugiej generacji (1990–1993) oparła o współpracę z Subaru (Subaru Legacy). O ile Isuzu Aska I generacji to Ascona C, to już Isuzu Aska II generacji to Subaru Legacy.
Na bazie Opla Ascony C powstało Daewoo Espero.